# ウンベルト・ノビレ
ウンベルト・ノビレ（Umberto Nobile, 1885年1月21日 - 1978年7月30日）は、イタリア王国の探検家、軍人、航空技術者。近代における飛行船設計の権威として知られ、初めて北極点上空を飛んだと考えられている半硬式飛行船ノルゲを設計した。次に設計した飛行船イタリア号の墜落事故により空軍を退役したが、その後もソ連の飛行船開発に携わるなど研究を続けていた。
冷戦期に名誉を回復され、イタリア空軍から中将の地位を与えられた他、ナポリ大学の教授などを務めた。

## 生涯

### 飛行船との関わり
1885年1月21日、イタリア王国カンパニア州アヴェッリーノ県のラウロに生まれる。フェデリーコ2世（フリードリヒ2世）が1224年に建立した歴史を持つ、ナポリのフェデリーコ2世・ナポリ大学で工学を学ぶ。1906年に鉄道会社の電気技師として雇用されて電気鉄道の設計などに関わるが、硬式飛行船の権威であるフェルディナント・フォン・ツェッペリン伯爵に影響を受け、1911年に航空技術者に転じている。
第一次世界大戦については徴兵不適格と判断されて参加できなかったが、代わりに航空技術者としてイタリア陸軍航空隊の兵器開発に携われる機会を与えられた。イタリア陸軍は伊土戦争で世界最初の航空攻撃を実行に移すなど、航空兵器に対する強い関心を持っていた。ノビレの設計した兵器は第一次世界大戦で活用される事はなかったものの、航空技術者としての経験と立場を固める事に成功した。終戦後は自身の航空会社を設立して飛行船ローマを設計している。最終的にはノルウェーの探検家達から依頼されて設計した半硬式飛行船ノルゲが世界で初めて北極点上空を飛び、世界的な名声を得る事になる。

## 北極探検

### ノルゲ号
1925年の秋、ノルウェーの探検家ロアール・アムンセンはノビレに共同で北極飛行を – 当時、いまだにどの飛行家も達成していない目標 – 飛行船による北極圏到達に取り組もうと働きかける。アムンセンはすでに当年の春、アメリカ人富豪探検家 リンカーン・エルズワースを伴い ヒャルマー・リーセル＝ラルセン（英語）飛行士の操縦でイタリア製の飛行船ドルニエ Do J に乗り組み、北極点まで150海里 (280 km) の距離まで到達しており、北緯88度近辺で不時着を余儀なくされ30日間、氷原に足止めされたばかりだった。

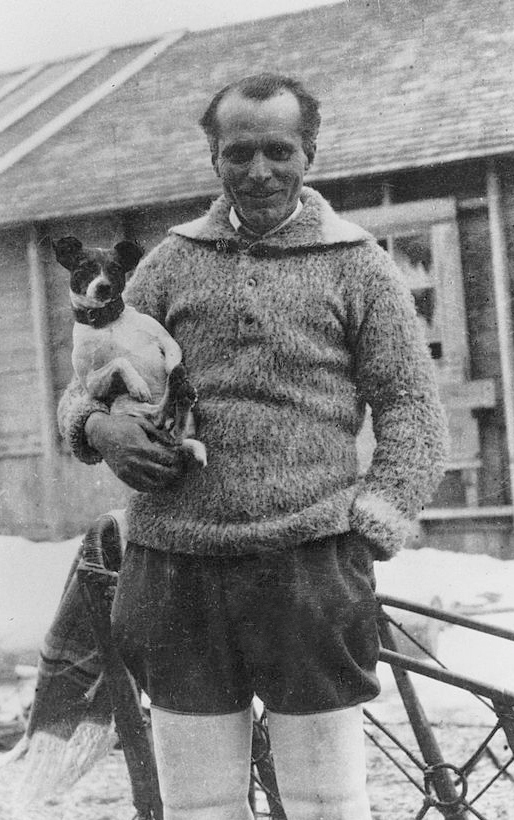
愛犬ティティーナとノビレ (1926年)

ノビレの N-1型機の製造元であるイタリア国営航空機工場 (Italian State Airship Factory) から1926年3月29日、探検用に実機の提供を受ける。アムンセンは操縦はノビレに任せるべきだ、乗組員5名は全員、イタリア人をそろえるようにと主張する。この飛行船にはアムンセンが「ノルゲ」号 (ノルウェーの意味) と命名、4月14日にイタリアを飛び立ちイングランドのパルハム（英語）とオスロに寄港、ロシアのレニングラードを目指す。スヴァールバル諸島スピッツベルゲン島の ニーオーレスン (ノルウェー領キングスベイ) からいよいよ北極点へ向けて飛び立つ直前、ノルウェー北部の飛行船基地ヴァドソーを訪れている。
4月29日、やはり北極点を狙うアメリカのリチャード・バード隊が旅客機フォッカー F.VIIで基地に現れ、アムンセンは落胆する。5月9日、バード隊がフロイド・ベネット（英語）の操縦で、わずか16時間足らずで北極圏上空を通過して戻ったと宣言すると、アムンセンは最初に祝福したひとりだった。それでも「ノルゲ」号の乗組員は飛行計画を実行に移す。バードの副操縦士を務めたベネットは後日、実は北極点通過は偽りであったと認めたと言われている。
翌々日の1926年5月11日、「ノルゲ」号探検隊はスヴァールバルを離陸した15時間半後、極点上空を通過。2日後にアメリカのアラスカ州テラー（英語）に到着する。強風のため、予定していた目的地ノーム着陸を諦めたのであった。その当時を振り返ると、「ノルゲ」号こそ北極点到達第1号になるという目標を実現していたのである。あれから数十年にわたり、バードが5月9日に達成したという記録は人類史上の偉業として称えられてきたものの、その後、何度か信ぴょう性を問われ、ついにバード自身の飛行記録が発見されると、新記録として公表しながら裏付ける飛行記録に偽りがあったことが判明している。
「ノルゲ」号の「ローマ発ノーム行き飛行計画」はそれ自体が航空史上、素晴らしい記録でありながら、当時の状況ではみすみす賞賛を逃がした形になり、設計士で操縦桿を握ったノビレと探検隊長でオブザーバーであり客席に座ったアムンセンの間に、やがて不協和音が生じる。ムッソリーニが政権を握ると、その意見の不一致が悪化してしまう。イタリア政府はイタリアの技術力を喧伝するためノビレにアメリカ各地をめぐる講演旅行を命じ、アムンセンとノルウェー人探検隊員はさらに疎外された。

### イタリア号
そのようないざこざがあったとはいえ、ノビレは他の極地科学者と良好な関係を維持し、新たに完全にイタリア人が主導権をつかんだ遠征計画立案に取りかかる。ノビレの会社はN-3型飛行船を日本向けに調達していた。ところがファシスト政権内にノビレと敵対する競争相手がおり、ノビレばかりか隊員まで脅されたり迫られたりする。一般大衆の人気に支えられ、ノビレは当面のあいだ、直接攻撃にはさらされなかった。次の遠征計画発表を耳にした空軍大臣イータロ・バルボの言葉が伝わっている。「勝手にやらせておけばよい。きっと戻って来ることはないのだから、二度と煩わされることもあるまい」。

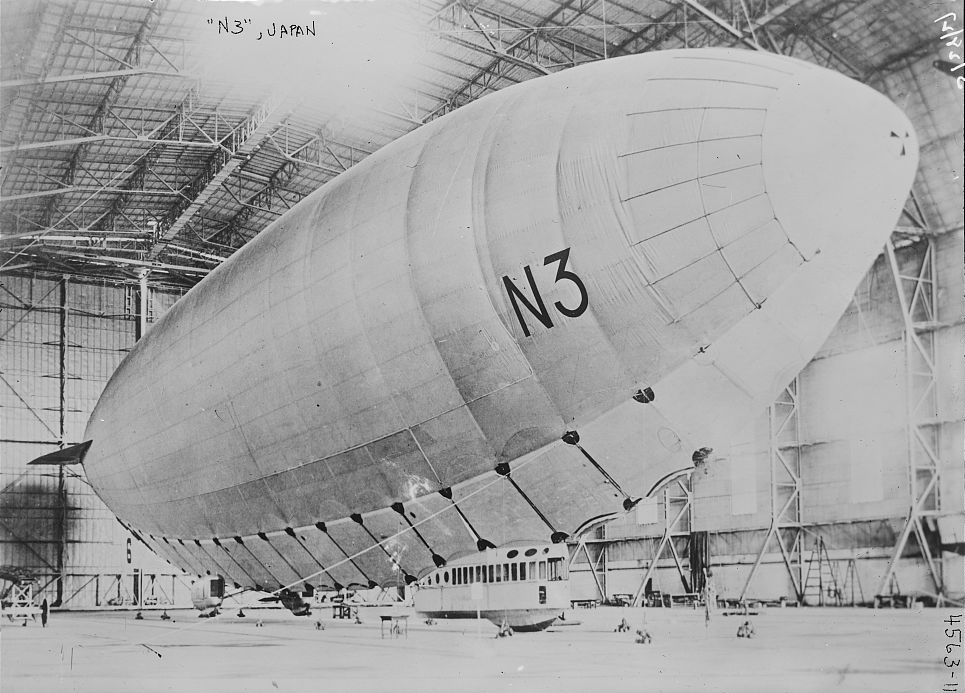
霞ヶ浦飛行場に駐機する「第六航空船」(N3型機)。(1927年5月24日)

1928年、ファシスト政権からの国家援助によって新たな飛行船を設計、完成した飛行船イタリア号で二度目の北極探検を計画する。
飛行船「イタリア」号の性能はほぼ「ノルゲ」号と同等でありながら、1927年–28年にわたり極地探検の準備が遅々として進まなかった一因には、個人として探検の資金集めに苦労したことがあげられる。最終的にミラノ市から財政支援を取り付けるに至るものの、ジュゼッペ・ロマーニャの圧力を受けたイタリア政府の支援は、実機の提供と、老朽化した蒸気機関Città di Milano 号をサポート船としてスヴァールバル諸島まで随伴させることに限定されてしまう。
今回の飛行計画ではスバールヴァルに向かう途中、スウプスクのドイツ軍基地に寄港しヴァドソー (ノルウェー北部) を目指す。1928年5月23日、シベリアから北極圏の島々へ69時間で到着した「イタリア」号は北極点へ向かって離陸、ノビレは操縦士兼探検隊隊長を務める。翌24日、北極点に到達、スバールヴァルに向かう途中に低気圧に遭遇する。5月25日、「イタリア」号は北東島までわずか30kmを切った地点で海氷に墜落する (スヴァールバル諸島の東端)。ゴンドラが脱落すると乗員乗客16名中10名が地面にたたきつけられ、ゴンドラの重量を欠いた船体が上昇を始めると、残る乗員6名は降りられなくなり、その後の消息は不明である。氷上に取り残されたうちポメラが墜落死。ノビレは脚と腕および肋骨を骨折、頭も負傷。チェチオーニ Cecioni は両足に重傷を負った。マルムグレンは肩をひどく傷めたほか片方の腎臓もやられたと推測される。ザッピ Zappi も肋骨を複数、骨折した。
乗組員はゴンドラの残骸から使えそうなものを回収し、幸い、無線装置とテント、さらにまとまった量の食料品とサバイバル道具が手に入った。すでに本人は行方不明になっていたが、船体が強風にあおられて舞い上がる直前にエットーレ・アルドゥイーノ技師が機転を利かせ、船上の積み荷を飛行船から投げ落としてあったのである。遭難から日が経つに連れ、生存者を乗せた海氷はフォインとブロッホ島の方角へ漂流していく。
探検隊の墜落から数日後、気象学者でスウェーデン人のフィン・マルムグレンとノビレの部下のうちマリアーノとザッピは陸を目指して本隊を離れる。マルムグレンは低気圧の接近を予測できず飛行船を墜落させた責任を感じていたこと、また負傷して体調が万全ではなかったため途中で進むのを諦めたと考えられ、同行したイタリア人2名と別れている。この2名は数ヵ月後、ソビエト連邦の砕氷船クラ―シン号（英語）に救助されるものの、2名による気象学者の殺人と食人の噂が長くささやかれた。

### 遭難事件

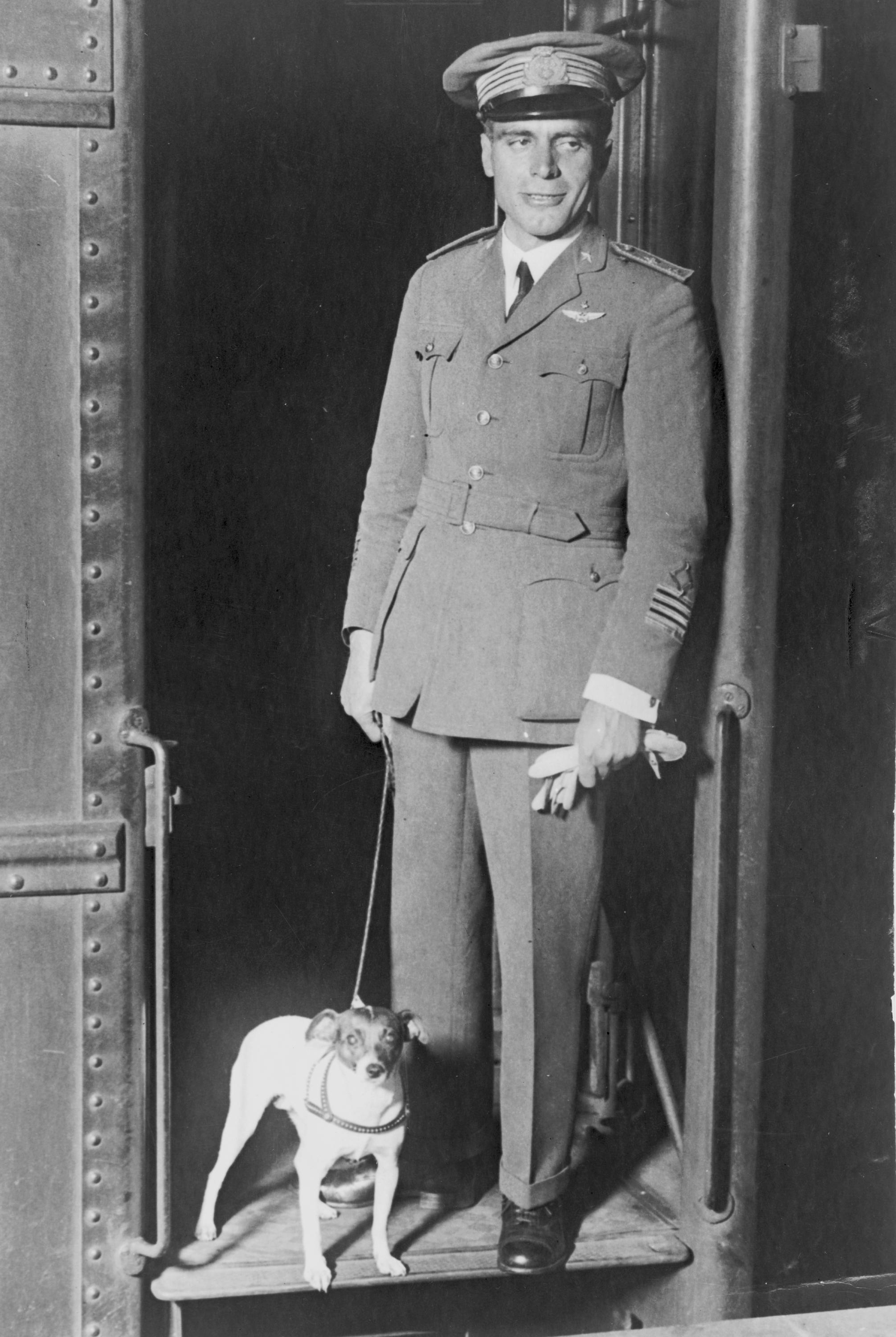
ウンベルト・ノビレとティティーナ (1926年)

16名の隊員と共に北極点到達という大きな望みを持って出発したノビレだったが、しかし極点到達後の事故はいち早く世界中に配信され、北半球中の救助隊が動き始める。生存者たちは飛行船の無線機でSOSを発信、さらにアニリンでテントを赤く染めて目印とし、救助を待った。
墜落の一報が伝わるとイタリアを含むソビエト連邦やノルウェー、スウェーデンやフィンランドなどの国々が極域初の空と海の両面から救助活動にとりかかる。個人所有の船をチャーターして 極地研究者や探検家までも参加する。ノビレとの過去の行き違いを抱えたロアルド・アムンセンさえ、フランスの水上機 ラタム 47 に乗り込み救助本部に向かうが、トロムソとスヴァールバル諸島の間で連絡を絶ち、発見されたのはポンツーンの機体のみでアムンセンとルネ・ギルボー操縦士 en:René Guilbaud ならびに他の搭乗者4名は行方不明である。
6月20日彼らは捜索隊に発見され、国際的な救援活動が開始され、スウェーデン空軍パイロットのエイナー・ルンドボルイ en:Einar Lundborg、立会人としてシベルイ中尉 Schyberg のフォッカー水上機が墜落現場近くに着陸するのは6月24日である。ノビレの胸にあった救助計画では、優先順位は最も重傷の男性 (大柄な整備工セシオニ)、ノビレ自身は4番目、続く5、6番目に航海士 (ヴィグリエーリ) と通信士 (ビアギ) の順と考えていた。ところがルンドボルイは飛行機の空席は1つであり、ノビレが指名した重傷者は体重が非常に重く離陸できる確証がない、ノビレしか乗せないと主張した。これには有名人を優先したという不純なところもあったとされるが、同時にルンドボルイは「救出活動が混乱しているので、あなたが先に帰って指揮を執るべきだ」と、ノビレに対して筋の通った強い進言をしたとも言われている。ノビレは結局、探検隊のマスコット犬ティティーナ (フォックス・テリア犬)とともにスウェーデン・フィンランド合同航空捜索本部のある en:Ryss Island へ救助されたが、これは後にノビレに対する厳しい非難へと繋がった。この後、ルンドボルイは単独で残りの生存者の空輸に向かうが、遭難現場に着陸時に機体を破損し、残る生存者5名とともに海氷上に足止めされたことで、ノビレ一人が脱出したという印象を強めてしまった。
ノビレは合同航空捜索本部から自国イタリアが捜索本部を置く「ミラノディチッタ」に移るが、捜索隊の無能ぶりに落胆したと後に回顧している。他国と協調した国際捜査チームを組み、自分が指揮をとるというノビレの提案は反対にあい、では自分はいっそイタリアに帰ると迫ったノビレは軟禁状態に置かれてしまう。それでもなお氷上に残してきた生存者あるいは救助活動に関わるさまざまな人々に連絡を取ろうとすると、ノビレの電信の文面は厳しく検閲された。ファシスト系のイタリア新聞から、ノビレは臆病風に吹かれて避難したと誤報が流れる。実際に救出活動の進展が大きく遅れた事で「ノビレだけ脱出」という印象を強めてしまい、また旧知の間柄である探検家アムンセンが捜索を志願しながら行方不明になるなどの悲劇も、ますますノビレの立場を悪くした。
海氷に足止めされて48日後、乗組員の残る5名はソビエトの砕氷船クラシン Krasin に救出される。飛行船の気嚢とともに流された乗員6名の捜索を続けたいと申し出たノビレは、「生存者は全員、ローマに戻れ」と命じられる。最終的に助かった遭難者は9名のみだった。

### スヴァールバルの救助活動の総覧
イタリア号遭難に際し、1928年夏の救助に投入された総力は航空機23機、船舶20隻、犬ぞりチーム3隊である。その内訳を国別にまとめる。
デンマーク：

- 国有の北極スクーナー船「グスタフ・ホルム」(王立グリーンランド貿易会社所属)。

フィンランド：

- ポンツーン / 水上機 Ju F 13「トゥルク」号 K-SALG (エアロ株式会社 / フィンランド航空所属)、パイロット：Lihr

フランス：

航空機

- 複葉水上機ラタム 47「02」号 (フランス海軍所属)、操縦士：ルネ・ゴルボー。
- 小型水上機2機、複葉式シュレック（巡航船「ストラスブール」に搭載）。

船舶

- 巡航船「ストラスブール」　水上飛行機を運搬。
- 石油補給船「デュランス」号、漁業検査船「クエンティン・ルーズベルト」号、民間探検船「プルコイ・パス？」号

イタリア：

- 捜索本部：ケーブル敷設船「チッタ・ディ・ミラノ」。

航空機

- 水上機 Savoia-Marchetti S.55 I-SAAT 「サンタマリア」号（イタリア空軍）、パイロット：Maddalena。
- 水上機 Do15 Dornier Wal 「マリーナII」号、I-PLIF（イタリア空軍）、パイロット：Penzo。
- 同型機 「マリーナI」号、I-XAAF（イタリア空軍）、パイロット：Ravazzoni。
- 小型水上機2機、複葉式 Macchi M-18、「チッタ・ディ・ミラノ」本部ならびに「ブラガンサ」に配備。パイロット：Penzo、Crosio。

船舶
- アザラシ猟船「#ホビー」号、「ブラガンサ」

陸路
- アルピーニ部隊員4名：西スピッツベルゲン島（現・スピッツベルゲン島）周辺海域の捜索。案内人は猟師ワルデマール・クレーマー (ノルウェー国籍 Waldemar Kræmer) 。
- 犬ぞり部隊による北東島周辺の捜索。
  - アルピーニ部隊長ソラ：命令に反して部下4名と別行動、フォイン島とブロチ島まで範囲を拡大。クラシンで脱出。
  - オランダ人ファン・ドンゲン。フォイン島とブロチ島まで至る。クラシンで脱出。
  - デンマーク人 Ludvig Varming：北東島周辺の捜索から先は不参加、無事に帰還。

ノルウェー：
航空機
- ポンツーン単葉機ハンザ・ブランデンブルク W33 「F.36」、パイロット：Lützow-Holm。
- 同型機「F.38」、パイロット：Riiser-Larsen。
- ポンツーン複葉機ソッピースベイビー (英語)「F-100」、パイロット：Lambrecht (海防戦艦「トルデンショル」に搭載。)
- 同型機「F-102」、パイロット：Ingebrigtsen (同上)。

船舶
- 海防戦艦「トルデンショル」　水上飛行機を運搬。
- スヴァールバル州知事公用船「スヴァールバル」

民間船
-   - アザラシ猟漁船「#ホビー」(出動3回・#イタリアも参照)
  - 「ブラガンサ」号 (#イタリア参照・出動2回)
  - 「Veslekari」（トリグヴェ・グランが乗船）
  - 「Heimland」
  - 漁業検査船「Michael Sars」
  - 炭鉱会社の用船（名前不明）

陸路
- 犬ぞりチーム：わな猟師のヒルマー・ノイスとロルフ・S・タンバーグ。アルピーニ部隊の学生隊員2名 (イタリア、アルベルティーニとマッテオダ) が区間限定で支援。

ソビエト連邦：
航空機
- 水上飛行機／スキー単葉機ユンカースG.23 (英語版) Red Bear（クラシン搭載）、パイロット：ボリス・チュクノフスキー Chukhnovsky。
- 同社F.13 RR-DAS、パイロット：Babushkin（砕氷船「マリギン」に搭載）。
- スキー単葉機ユンカースF 13 RR-??? （砕氷船「Sedov」に搭載、出動せず）。

船舶
- 砕氷船「クラシン」　水上飛行機を運搬。イタリア号生存者、海氷上に取り残された犬ぞり捜索隊を救出。
- 「マリギン」（英語）　水上飛行機を運搬。
- セドフ（英語）　同上。
- 調査船「ペルセウス」（英語）。

スウェーデン：
航空機
- 水上飛行機単葉機ハンザ・ブランデンブルク（en:Heinkel HE 5）「255」、パイロット：Tornberg。
- 同型機「257」パイロット：ジェイコブソン。
- スキー複葉機 :en:Fokker C.V.M.「31」、パイロット：エイナー・ルンドボルイ。
- 同型機「32」（貨物船「ターニャ」搭載、出動せず。）
- 水上飛行機／スキー複葉機デハビランド 60 Moth 「S-AABN」、パイロット：Schyberg。
- スキー単葉機 :en:Klemm-Daimler L.20 D-1357（ドイツ提供）、パイロット：エクマン。
- フロートプレーン単葉機ユンカース :en:G 24 Uppland 「S-AABG」（国営航空ABA提供）、パイロット：Viktor Nilsson。

船舶
- 貨物船「S/S ターニャ」　水上飛行機を運搬。
- 漁船「クエスト」

アメリカ：
- アザラシ猟船「ホビー」。パイロット2名として「F.36」と「F.38」のリュッツォーホルムとリーザーラーセンを派遣。

### 帰還後の亡命生活
一般に先述の批判から公職追放を受けたと考えられているノビレであるが、実際には帰還したイタリアでは生存者の帰還を素直に喜ぶ声が多く、大歓声で迎えられるなど責任問題については話題に上らなかったという。
ファシスト政権も各国政府に謝意を表明しつつ、ノビレ隊の帰還を歓迎する姿勢を見せている。にもかかわらずノビレが失脚したのは計画に対するファシスト政権への不満を表明した為であり、政治的失脚という側面が強いと見られている。ともかく、ムッソリーニと反目したノビレはイタリア空軍と袂を分かつ事になった。1929年、ノビレの責任を強調する政府の調査報告に納得できないとして准将の職務を辞し、空軍を退官した。
1931年、ソヴィエト連邦の招致を受けて国外に家族と移住する。ソ連でも飛行船に関する空軍技官として待遇され、ソヴィエト空軍の飛行船開発において大きな関与を持った。1934年、ソビエト空軍としては最も成功した飛行船であり、ツェッペリン号の滞空時間記録を破ったSSSR-V6 オソアヴィアヒムを設計している。1939年、アメリカ合衆国からの招致を受けてルイス大学で教鞭を取った。同年の内に第二次世界大戦が起きるとアメリカ市民権は取得しなかったが、そのままアメリカ滞在を継続する。
1942年5月に一旦ローマを経由してスペインに移動、翌年に連合軍がローマを占領すると正式に帰国した。1945年、イタリア空軍はノビレに対する批判は公平ではなかったとして名誉回復を決定した。ノビレは退役時の空軍少将としての身分を再び与えられて空軍復帰を果たし、次いで中将に名誉昇進した。晩年は母校であるナポリ大学の教授として過ごし、1978年7月30日に93歳で死没した。

## 関連作品
- 『SOS北極... 赤いテント』（La tenda rossa、DVDタイトル「SOS北極 レッド・テント」） - ソ連・イタリア合作映画、1969年。出演：ピーター・フィンチ（ノビレ）、ショーン・コネリー（アムンセン）、クラウディア・カルディナーレ、ハーディ・クリューガー。ノビレ存命中の作品であるためか行動に対する批判ではなく、ノビレ自身の自責の念に焦点を当てている。「空想をめぐらし劇化された物語」として製作された[6]。